# 登馬克 (密西西比州)
登馬克（英語：Denmark）是位於美國密西西比州拉法葉縣的非建制地區。

## 歷史
登馬克的郵局於1872年設立，其後於1968年停運。當地於1900年時有75人。

## 地理
登馬克所處的海拔為高於海平面144米（即472英呎），而該地所採用的時區為UTC-6，即北美中部時區（CST）。同時該地設有夏令時間，為UTC-6調快一小時，即UTC-5（CDT）。